# NGC 1525
NGC 1525 est une galaxie spirale relativement éloignée et située dans la constellation de l'Éridan. NGC 1525 a été découverte par l'astronome américain Ormond Stone en 1885. NGC 1525 est la galaxie australe du couple galactique NGC 1516 découvert en 1786 par William Herschel.

## Caractéristiques
Sa vitesse par rapport au fond diffus cosmologique est de 9 771 ± 45 km/s, ce qui correspond à une distance de Hubble de 144 ± 10 Mpc (∼470 millions d'al).
NGC 1525 présente une large raie HI.